# Cándido Bareiro
Cándido Pastor Bareiro Caballero (Luque, 27 de outubro de 1833 — Assunção, 4 de setembro de 1880) foi um diplomata e político paraguaio, presidente do país de 25 de novembro de 1878 a 4 de setembro de 1880, quando morreu.